# Communes de la wilaya d'Oum El Bouaghi

Carte d'Algérie (Wilaya de Oum El-Bouaghi)

Pour les autres communes, voir Liste des communes d'Algérie.
La wilaya d'Oum El Bouaghi dans les Aurès (Algérie) possède 29 communes

## Communes de la wilaya d'Oum El Bouaghi

Les communes de la wilaya d'Oum El Bouaghi selon leurs code ONS

Le tableau suivant donne la liste des communes de la wilaya d'Oum El Bouaghi, en précisant pour chaque commune : son code ONS, son nom, sa population et sa superficie.
| Code ONS | Commune                      | Population nb. habitants | Superficie km2 |
| -------- | ---------------------------- | ------------------------ | -------------- |
| 0401     | Oum el Bouaghi               | +080 359,                | +188,          |
| 0402     | Aïn Beïda                    | +118 662,                | +053,73        |
| 0403     | Aïn M'lila                   | +088 441,                | +236,          |
| 0404     | Behir Chergui                | +001 904,                | +115,          |
| 0405     | El Amiria                    | +010 416,                | +165,          |
| 0406     | Sigus                        | +017 598,                | +207,          |
| 0407     | El Belala                    | +002 477,                | +180,          |
| 0408     | Aïn Babouche                 | +016 129,                | +199,          |
| 0409     | Berriche                     | +017 609,                | +347,          |
| 0410     | Ouled Hamla                  | +013 112,                | +158,          |
| 0411     | Dhalaa                       | +011 439,                | +205,          |
| 0412     | Aïn Kercha                   | +032 377,                | +163,          |
| 0413     | Hanchir Toumghani            | +023 159,                | +108,          |
| 0414     | El Djazia                    | +003 878,                | +196,          |
| 0415     | Aïn Diss                     | +002 767,                | +123,          |
| 0416     | Fkirina                      | +012 318,                | +344,          |
| 0417     | Souk Naamane                 | +023 988,                | +227,          |
| 0418     | Zorg                         | +002 281,                | +196,          |
| 0419     | El Fedjoudj Boughrara Saoudi | +004 169,                | +313,          |
| 0420     | Ouled Zouaï                  | +004 998,                | +139,          |
| 0421     | Bir Chouhada                 | +009 182,                | +168,          |
| 0422     | Ksar Sbahi                   | +011 833,                | +177,          |
| 0423     | Oued Nini                    | +005 119,                | +196,          |
| 0424     | Meskiana                     | +028 315,                | +184,          |
| 0425     | Aïn Fakroun                  | +055 282,                | +262,          |
| 0426     | Rahia                        | +002 711,                | +161,          |
| 0427     | Aïn Zitoun                   | +005 948,                | +738,          |
| 0428     | Ouled Gacem                  | +007 107,                | +138,          |
| 0429     | El Harmilia                  | +008 036,                | +131,          |